# Messac (Charente-Maritime)
Pour les articles homonymes, voir Messac.
Messac est une commune du sud-ouest de la France située dans le département de la Charente-Maritime (région Nouvelle-Aquitaine).
Ses habitants sont appelés les Messacais et les Messacaises.

## Géographie

### Communes limitrophes
|                  | Léoville |                       |
| Vibrac           | Messac   | Vanzac                |
| Pommiers-Moulons | Mérignac | Chantillac (Charente) |

### Hydrographie
La Pimperade, affluent de la Seugne et sous-affluent de la Charente traverse la commune.

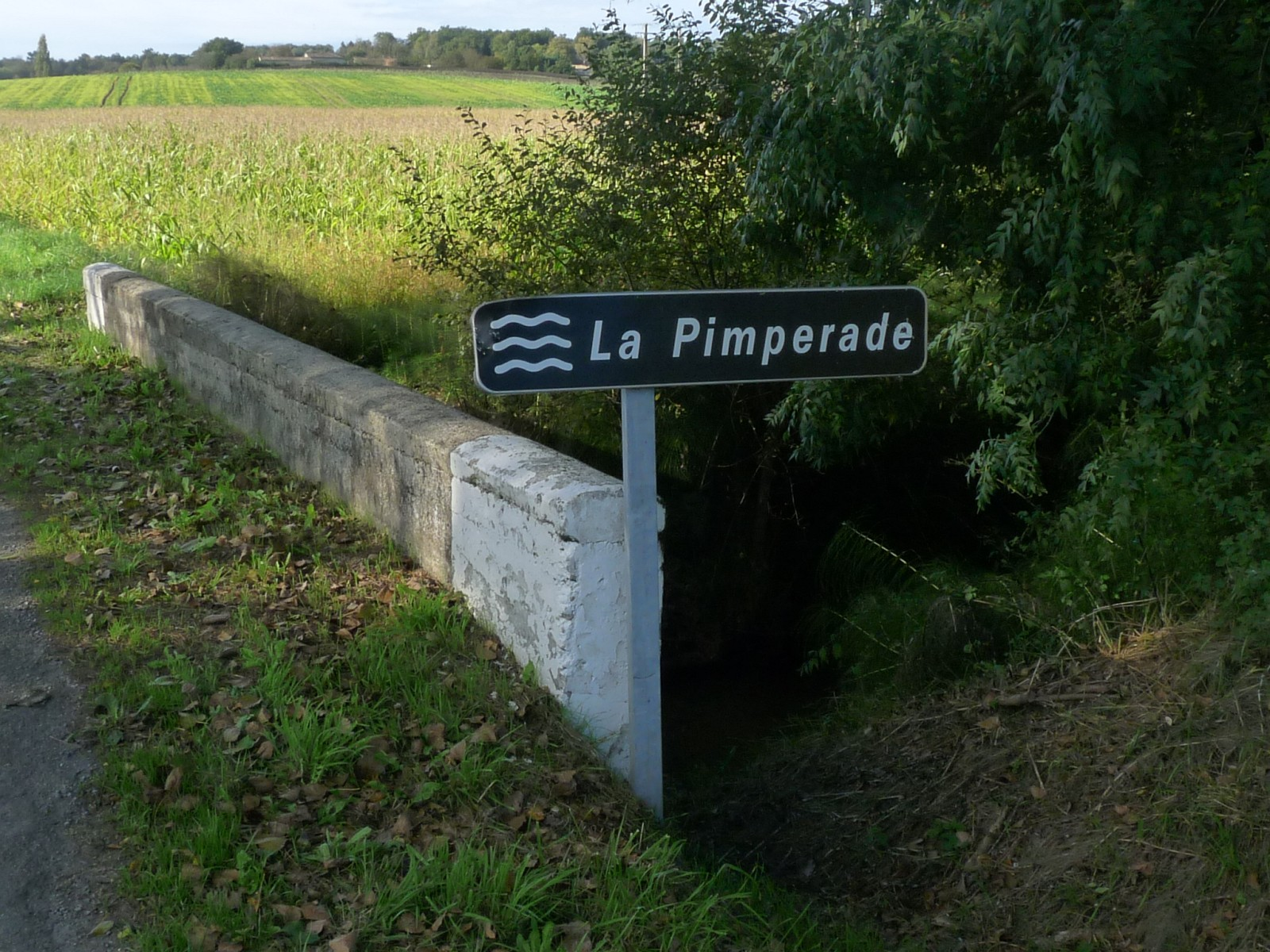
Le pont sur la Pimperade.

## Urbanisme

### Typologie
Au 1er janvier 2024, Messac est catégorisée commune rurale à habitat très dispersé, selon la nouvelle grille communale de densité à 7 niveaux définie par l'Insee en 2022.
Elle est située hors unité urbaine et hors attraction des villes,.

### Occupation des sols
L'occupation des sols de la commune, telle qu'elle ressort de la base de données européenne d’occupation biophysique des sols Corine Land Cover (CLC), est marquée par l'importance des territoires agricoles (85,8 % en 2018), une proportion identique à celle de 1990 (85,8 %). La répartition détaillée en 2018 est la suivante : 
terres arables (67,9 %), forêts (14,2 %), zones agricoles hétérogènes (13,6 %), cultures permanentes (4,2 %). L'évolution de l’occupation des sols de la commune et de ses infrastructures peut être observée sur les différentes représentations cartographiques du territoire : la carte de Cassini (XVIIIe siècle), la carte d'état-major (1820-1866) et les cartes ou photos aériennes de l'IGN pour la période actuelle (1950 à aujourd'hui).

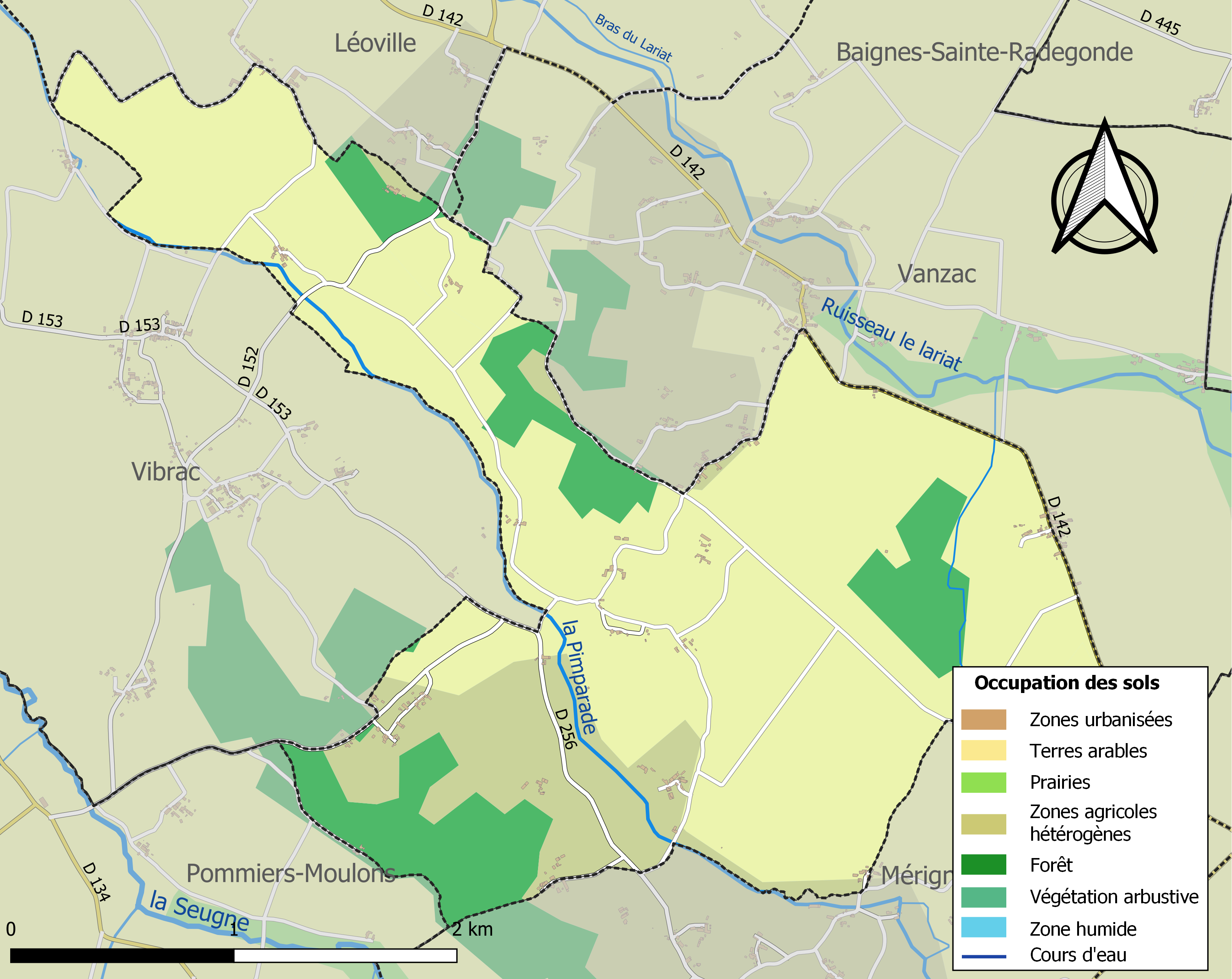
Carte des infrastructures et de l'occupation des sols de la commune en 2018 (CLC).

### Risques majeurs
Le territoire de la commune de Messac est vulnérable à différents aléas naturels : météorologiques (tempête, orage, neige, grand froid, canicule ou sécheresse), inondations, mouvements de terrains et séisme (sismicité faible). Il est également exposé à un risque technologique,  le transport de matières dangereuses. Un site publié par le BRGM permet d'évaluer simplement et rapidement les risques d'un bien localisé soit par son adresse soit par le numéro de sa parcelle.

#### Risques naturels
Certaines parties du territoire communal sont susceptibles d’être affectées par le risque d’inondation par débordement de cours d'eau, notamment la Pimparade. La commune a été reconnue en état de catastrophe naturelle au titre des dommages causés par les inondations et coulées de boue survenues en 1982, 1999 et 2010,.

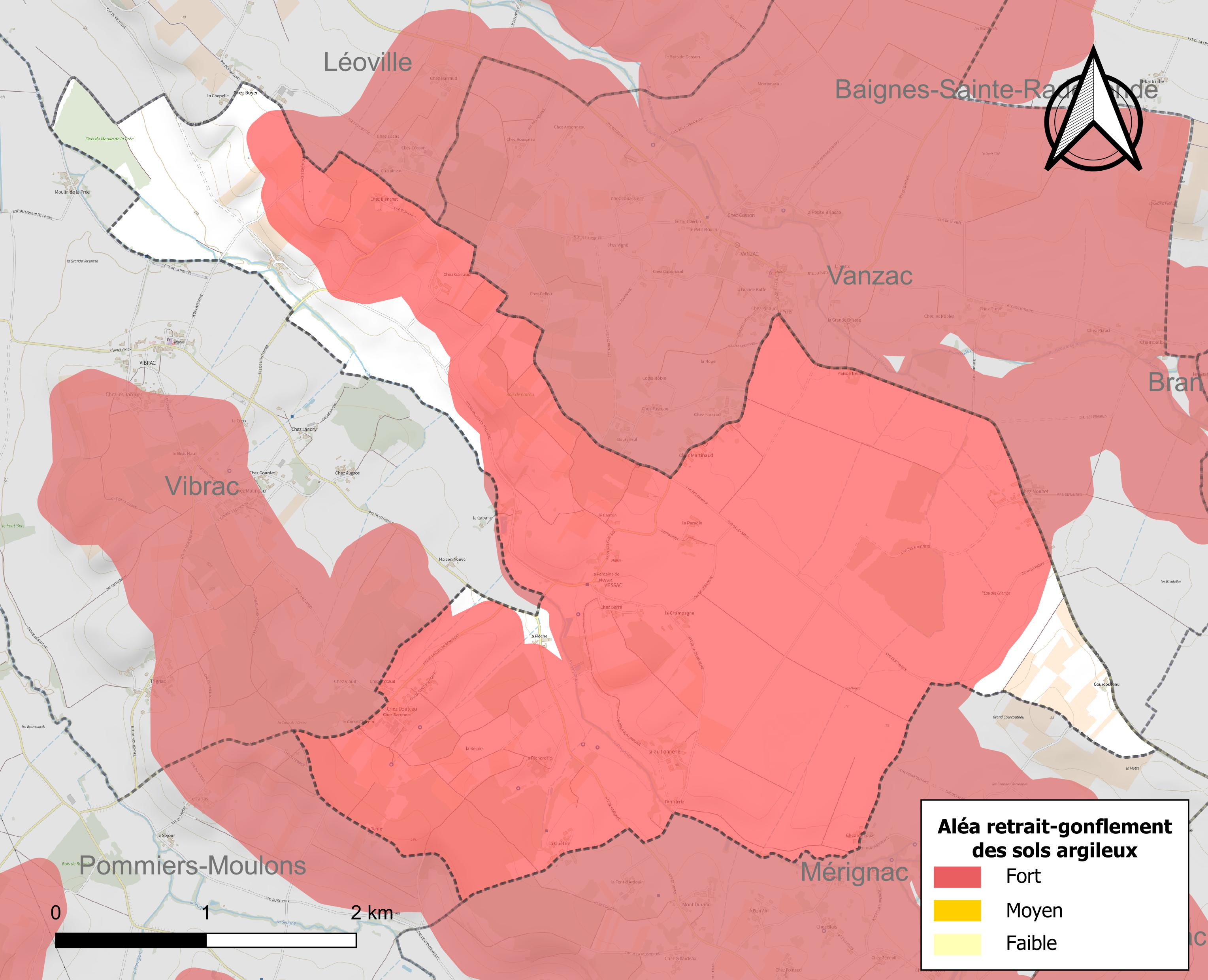
Carte des zones d'aléa retrait-gonflement des sols argileux de Messac.

Les mouvements de terrains susceptibles de se produire sur la commune sont des tassements différentiels.
Le retrait-gonflement des sols argileux est susceptible d'engendrer des dommages importants aux bâtiments en cas d’alternance de périodes de sécheresse et de pluie. 84 % de la superficie communale est en aléa moyen ou fort (54,2 % au niveau départemental et 48,5 % au niveau national). Sur les 73 bâtiments dénombrés sur la commune en 2019,  66 sont en aléa moyen ou fort, soit 90 %, à comparer aux 57 % au niveau départemental et 54 % au niveau national. Une cartographie de l'exposition du territoire national au retrait gonflement des sols argileux est disponible sur le site du BRGM,.
Par ailleurs, afin de mieux appréhender le risque d’affaissement de terrain, l'inventaire national des cavités souterraines permet de localiser celles situées sur la commune.
Concernant les mouvements de terrains, la commune a été reconnue en état de catastrophe naturelle au titre des dommages causés par la sécheresse en 2003, 2005 et 2011 et par des mouvements de terrain en 1999 et 2010.

#### Risques technologiques
Le risque de transport de matières dangereuses sur la commune est lié à sa traversée par une ou des infrastructures routières ou ferroviaires importantes ou la présence d'une canalisation de transport d'hydrocarbures. Un accident se produisant sur de telles infrastructures est susceptible d’avoir des effets graves sur les biens, les personnes ou l'environnement, selon la nature du matériau transporté. Des dispositions d’urbanisme peuvent être préconisées en conséquence.

## Toponymie
Nom de domaine d'origine gallo-romaine "metiacum" formé sur le nom d'homme gaulois Metius, suivi par le suffixe -acum.

## Histoire

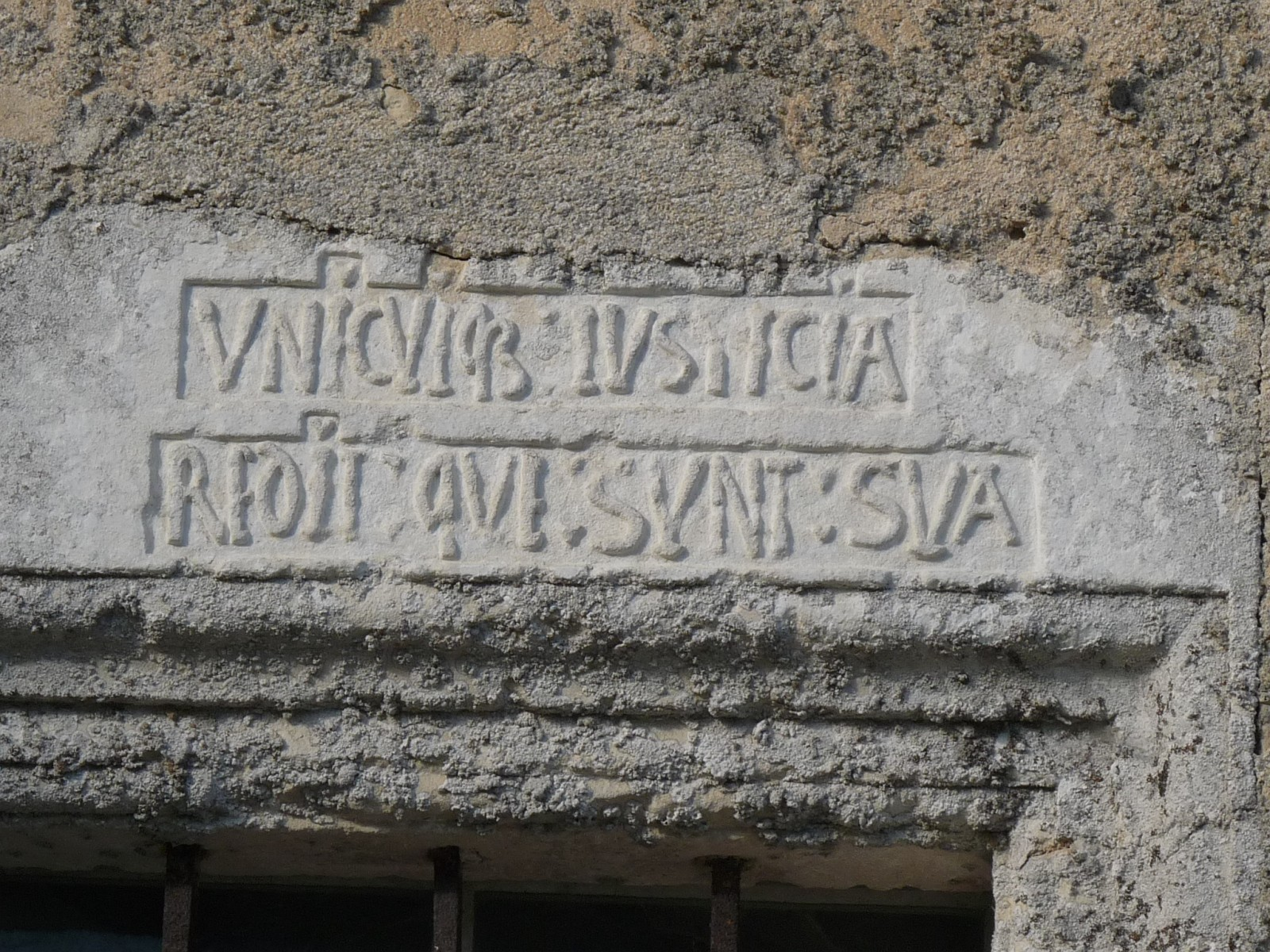
Inscription latine La justice rend à chacun selon ses droits, en face de l'église.

## Administration

### Liste des maires

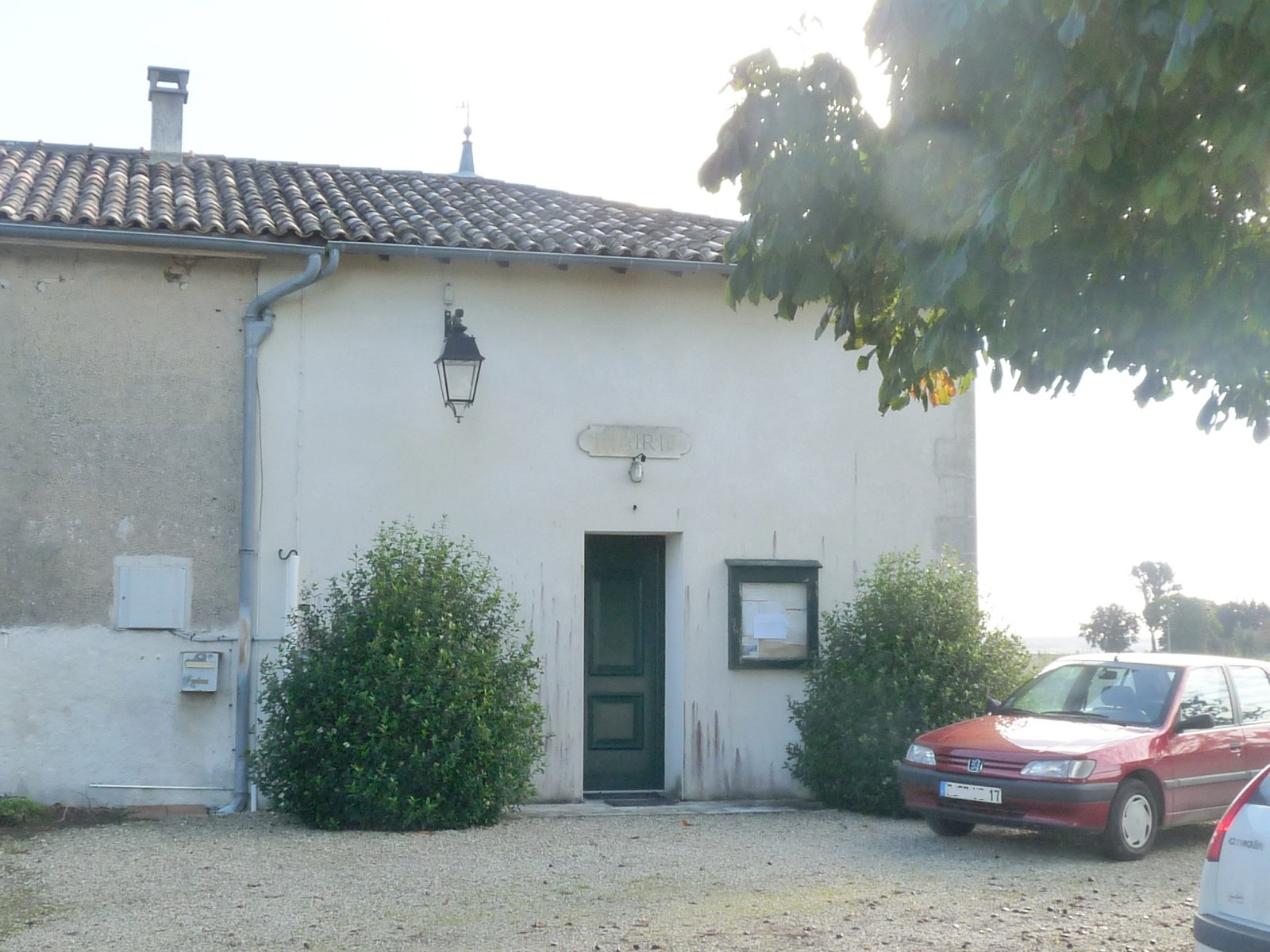
La mairie, près de l'église.

| Période                                  | Période  | Identité       | Étiquette | Qualité                                          |
| ---------------------------------------- | -------- | -------------- | --------- | ------------------------------------------------ |
| 2001                                     | 2008     | Joseph Fradon  |           |                                                  |
| 2008                                     | en cours | Bernard Seguin | DVD       | Agriculteur Conseiller départemental depuis 2016 |
| Les données manquantes sont à compléter. |          |                |           |                                                  |

## Population et société

### Démographie

#### Évolution démographique
L'évolution du nombre d'habitants est connue à travers les recensements de la population effectués dans la commune depuis 1793. Pour les communes de moins de 10 000 habitants, une enquête de recensement portant sur toute la population est réalisée tous les cinq ans, les populations de référence des années intermédiaires étant quant à elles estimées par interpolation ou extrapolation. Pour la commune, le premier recensement exhaustif entrant dans le cadre du nouveau dispositif a été réalisé en 2008.

En 2022, la commune comptait 104 habitants, en évolution de −0,95 % par rapport à 2016 (Charente-Maritime : +4,04 %, France hors Mayotte : +2,11 %).
| 1793 | 1800 | 1806 | 1821 | 1831 | 1836 | 1841 | 1846 | 1851 |
| ---- | ---- | ---- | ---- | ---- | ---- | ---- | ---- | ---- |
| 320  | 280  | 240  | 305  | 357  | 367  | 405  | 415  | 403  |

| 1856 | 1861 | 1866 | 1872 | 1876 | 1881 | 1886 | 1891 | 1896 |
| ---- | ---- | ---- | ---- | ---- | ---- | ---- | ---- | ---- |
| 381  | 348  | 349  | 344  | 315  | 322  | 292  | 271  | 259  |

| 1901 | 1906 | 1911 | 1921 | 1926 | 1931 | 1936 | 1946 | 1954 |
| ---- | ---- | ---- | ---- | ---- | ---- | ---- | ---- | ---- |
| 259  | 259  | 238  | 231  | 227  | 214  | 208  | 183  | 152  |

| 1962 | 1968 | 1975 | 1982 | 1990 | 1999 | 2006 | 2008 | 2013 |
| ---- | ---- | ---- | ---- | ---- | ---- | ---- | ---- | ---- |
| 156  | 157  | 143  | 135  | 127  | 107  | 109  | 109  | 108  |

| 2018 | 2022 | - | - | - | - | - | - | - |
| ---- | ---- | - | - | - | - | - | - | - |
| 105  | 104  | - | - | - | - | - | - | - |

## Distinctions culturelles
Messac fait partie des communes ayant reçu[Quand ?] l’étoile verte espérantiste, distinction remise aux maires de communes recensant des locuteurs de la langue construite espéranto.

## Culture locale et patrimoine

### Lieux et monuments

#### Patrimoine religieux
- L'église paroissiale Saint-Félix date du XIIIe siècle mais a été presque entièrement reconstruite. Sa façade date du XIXe siècle[18]. Elle contient un riche mobilier, dont une cloche datant de 1732 classée monument historique au titre objet depuis 1908[19],[20].

Église Saint-Félix
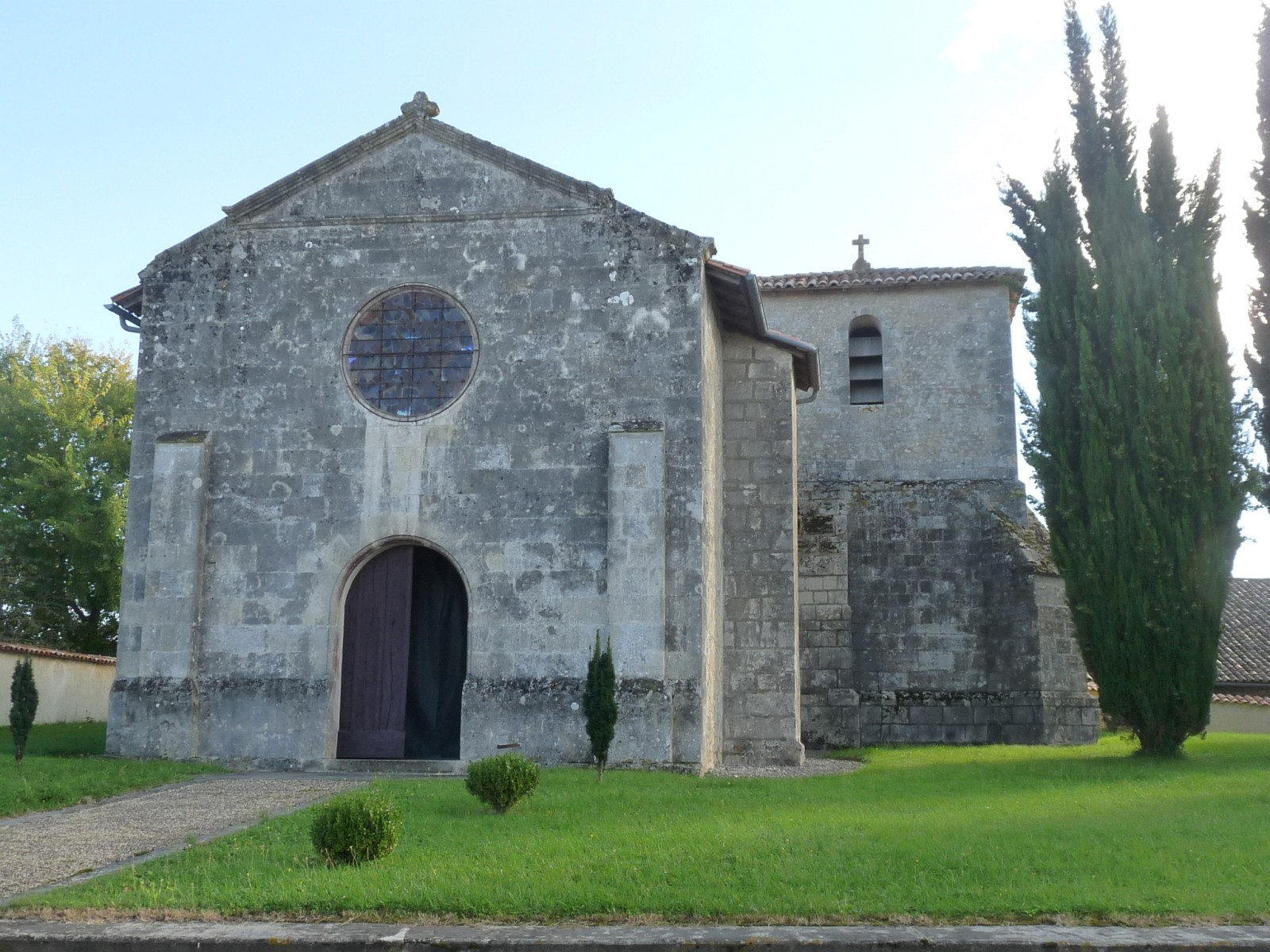
Vue extérieure.
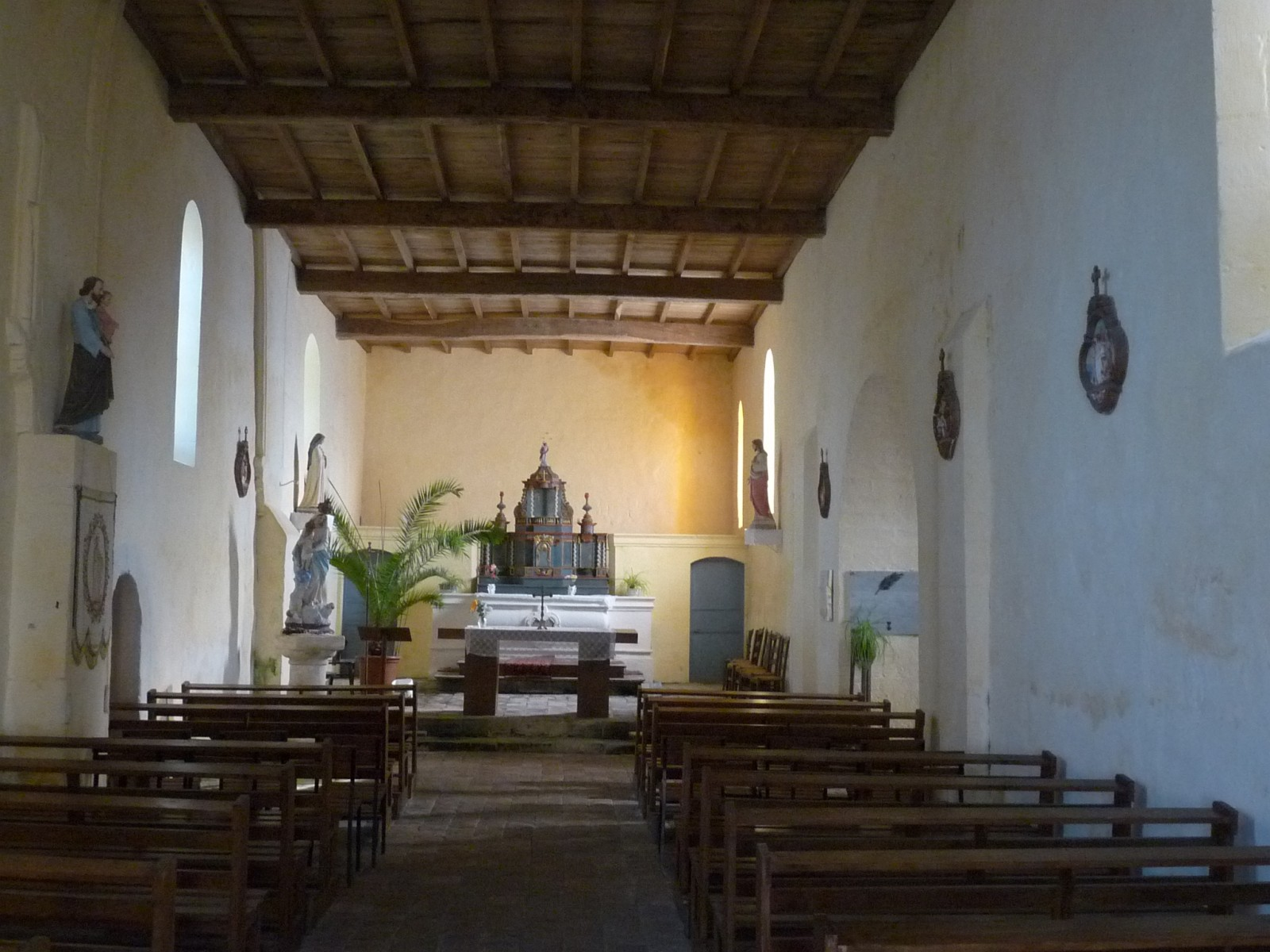
La nef.
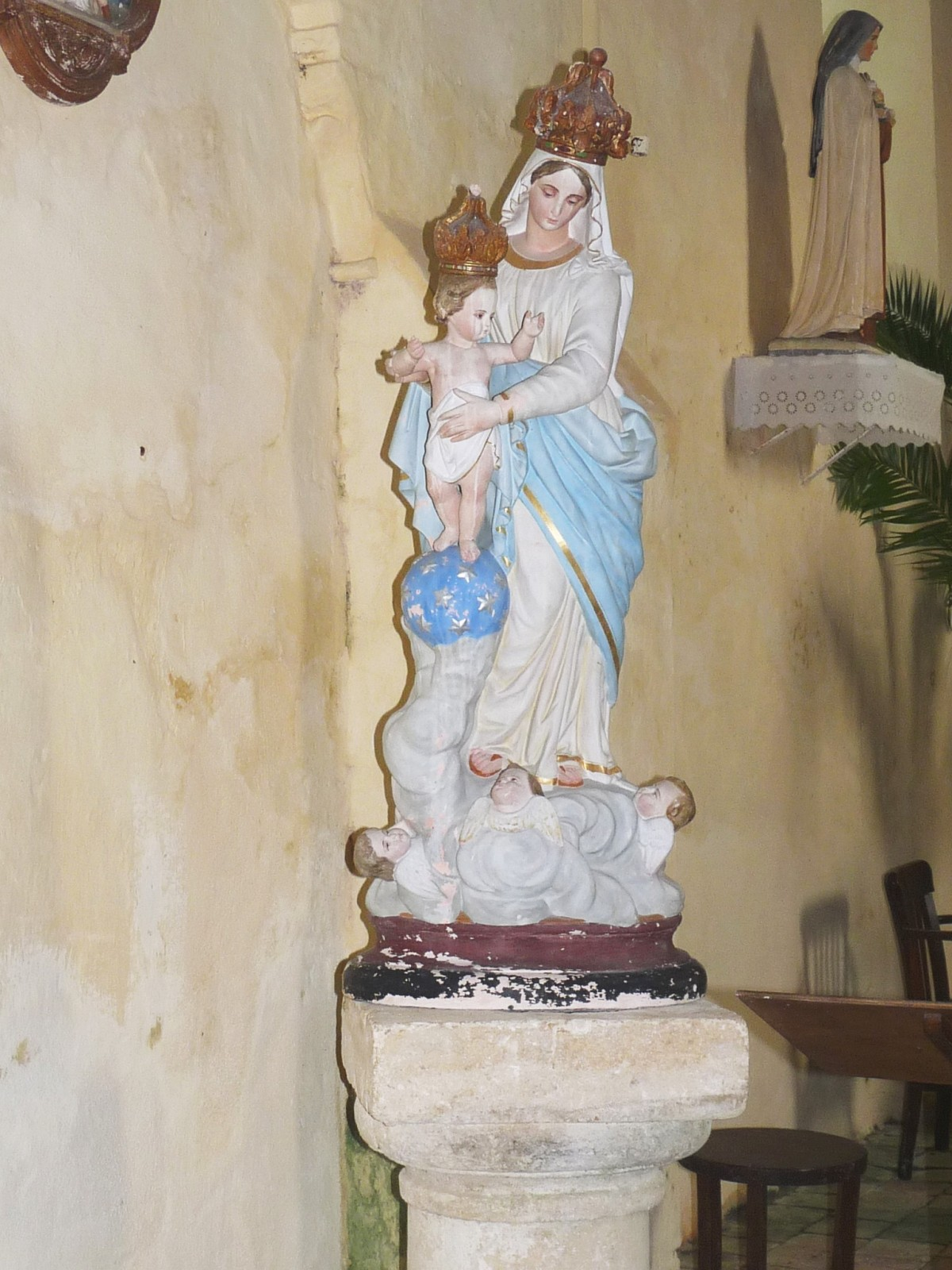
Statue de Vierge à l'enfant.
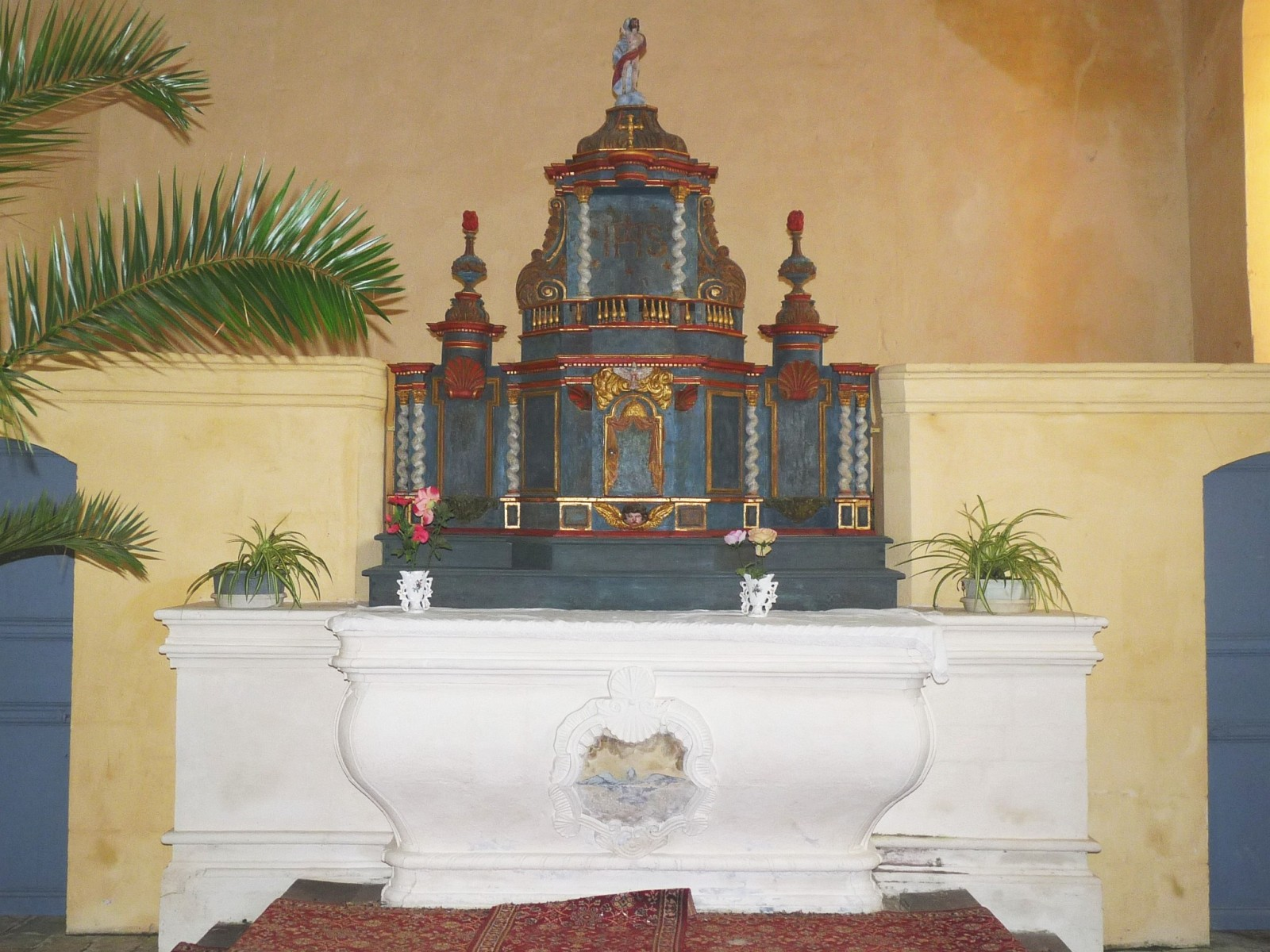
L'autel.

#### Patrimoine civil

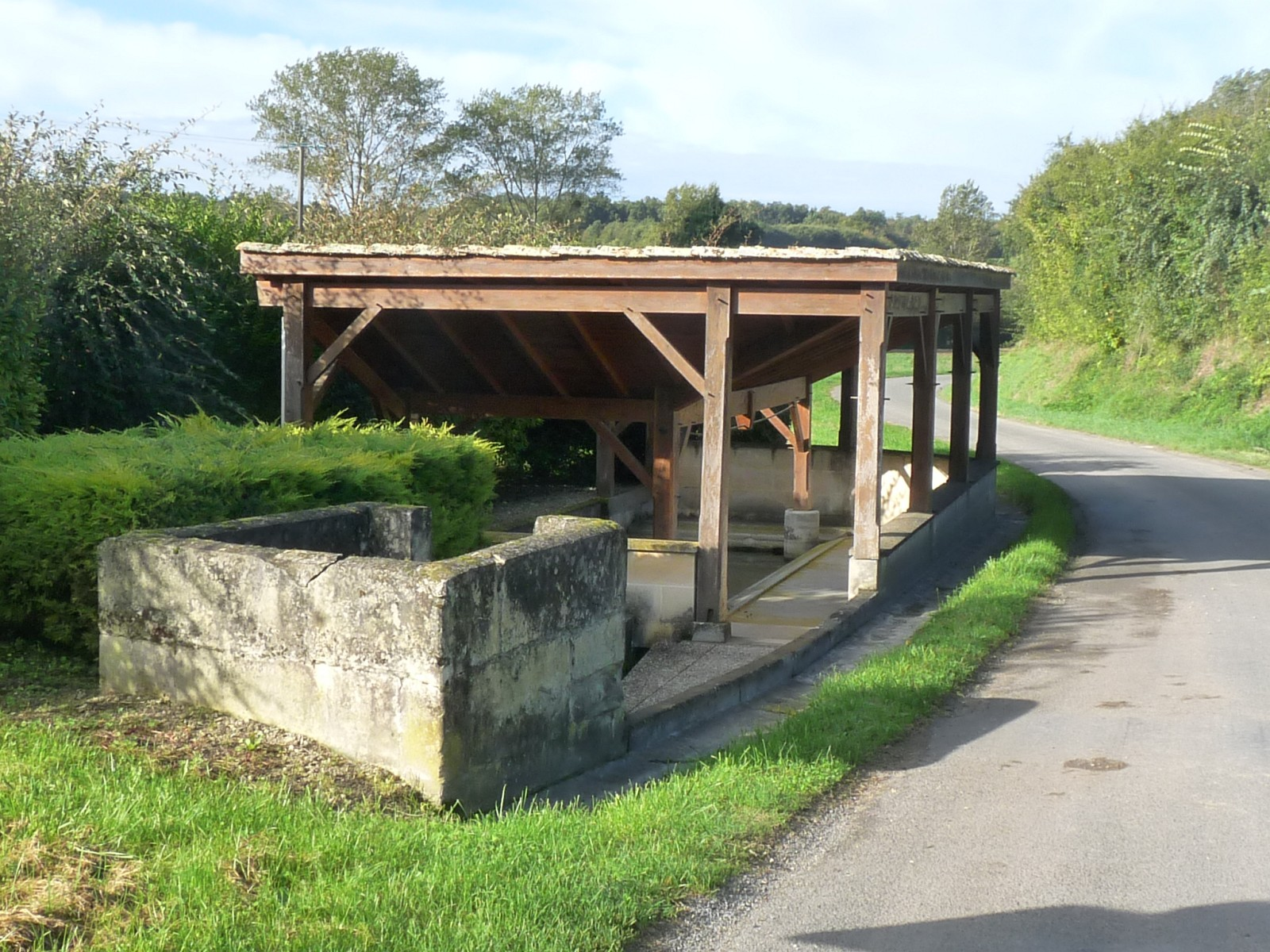
Fontaine et lavoir.
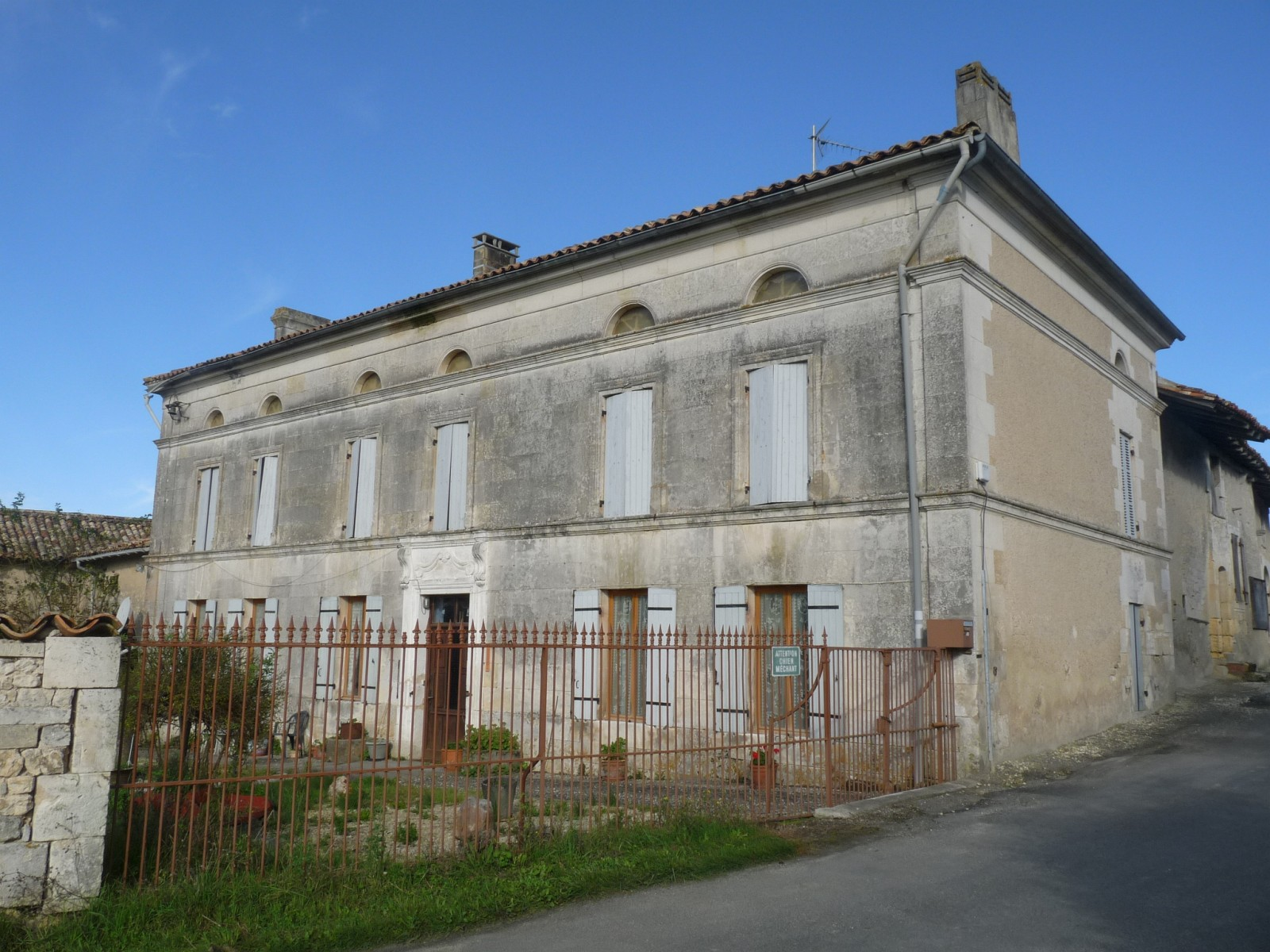
Ferme charentaise en face de l'église.